# اکسید ایریدیم (V)
اکسید ایریدیم(V) (به انگلیسی: Iridium(IV) oxide) با فرمول شیمیایی IrO۲ یک ترکیب شیمیایی است. که جرم مولی آن 224.22 g/mol می‌باشد. شکل ظاهری این ترکیب، جامد سیاه است.